# جان دي بي
جان دي بي (9 مايو 1892 – 30 أبريل 1961) لاعب كرة قدم بلجيكي راحل كان يجيد اللعب في مركز حارس مرمى .
لعب أغلب مسيرته الرياضية لصالح نادي رويال راسينغ بروكسل . ساهم في الحصول على الميدالية الذهبية في دورة الألعاب الأولمبية 1920 وعندما بلغ من العمر 38 سنة تم استدعائه للمشاركة مع بطولة كأس العالم 1930 ولكنه لم يلعب أي مباراة .

## روابط خارجية
- جان دي بي على موقع الاتحاد الدولي (مؤرشف)  (الإنجليزية)
- جان دي بي على موقع الاتحاد البلجيكي (الإنجليزية)
- جان دي بي على موقع قاعدة بيانات كرة القدم.إي يو (الإنجليزية)
- جان دي بي على موقع ناشيونال فوتبول تيمز (الإنجليزية)
- جان دي بي على موقع أوليمبيديا (الإنجليزية)
- جان دي بي على موقع اللجنة الأولمبية البلجيكية (الهولندية)